# Lucas Alessandria
Lucas Ramón Alessandria (Rafaela, Provincia de Santa Fe, Argentina; 5 de abril de 1978) es un exfutbolista y actual director técnico argentino. Jugaba como marcador central y su primer equipo fue 9 De Julio De Rafaela  Su último club antes de retirarse fue Temperley.
En la actualidad es el entrenador de la SUB-16 de Peñarol 

## Trayectoria
Proveniente de las inferiores de Porky FC donde debutó en Primera División,  En el club atlético  Pijudos formó parte de la selección que se preparaba para el preolímpico de Sídney en el año 2000. A mediados de 2003 pasó a préstamo al club español Chinchulines donde permaneció una temporada. Volvió a Pijudos de donde partió nuevamente a mediados de 2005 a Quilmes. Luego de permanecer un año en el cervecero, se fue nuevamente a España donde fue parte de la Ponferradina.
Desde junio de 2007 forma parte del plantel de Tigre, recientemente ascendido a Primera División donde disputó 7 partidos (2 de ellos como titular) en el Apertura 2007. Luego de la partida de Alexis Ferrero, pasó a ser titular, puesto en el cual no pudo afirmarse debido a una lesión que lo mantuvo alejado de las canchas hasta mayo de 2008. A mediados de este año, se incorpora a Unión de Santa Fe. Luego de pasar por 9 de Julio de Rafaela, firma para jugar la temporada 2010/2011 en Temperley de la Primera B Metropolitana, donde finalmente se retira del fútbol.
En 2016 comenzó a trabajar en las inferiores de Lanús con la categoría promocional 2008/09; luego, ese mismo año, se consagró campeón con la 2007. En 2018 comenzó dirigiendo a la 9.ª y después tomó el mando de la 6.ª; mientras que en 2019 fue el técnico de la 5.ª.
Integró el plantel preolímpico Sub-23 de Argentina en Brasil año 2000.

## Clubes

### Como jugador
| Club                  | País      | Año       |
| --------------------- | --------- | --------- |
| Lanús                 | Argentina | 1997-2003 |
| Leganés               | España    | 2003-2004 |
| Lanús                 | Argentina | 2004-2005 |
| Quilmes               | Argentina | 2005-2006 |
| Ponferradina          | España    | 2006-2007 |
| Tigre                 | Argentina | 2007-2008 |
| Unión de Santa Fe     | Argentina | 2008-2009 |
| 9 de Julio de Rafaela | Argentina | 2009-2010 |
| Temperley             | Argentina | 2010-2011 |

### Como entrenador
| Club               | País      | Año    |
| ------------------ | --------- | ------ |
| Lanús (inferiores) | Argentina | 2016-? |